# Китайський фенікс
Китайський фенікс (кит.: 鳳凰, фенхуан) — в китайській міфології диво-птах, на противагу китайському дракону втілює жіноче начало (їнь), є символом півдня. Його з'явлення людям — велике знамення, яке може свідчити про могутність імператора або передвіщати значну подію.
У західноєвропейській літературі трактується як птах фенікс. Існує припущення, що у давнину слово «фен» означало божество вітру, яке було посланцем богів.
У складеному при Ханьській династії словнику «Шовень» про фенхуана сказано, що у цього птаха «дзьоб півня, зоб ластівки, шия змії, на тулубі візерунки, як у дракона, хвіст риби, спереду як лебідь, ззаду як єдиноріг Цілінь, спина черепахи». Зріст її досягає трьох метрів.
Згідно з китайським повір'ям, фенхуан бачили перед смертю Жовтого імператора. Останній раз її спостерігали на могилі батька засновника династії Мін в 1368 році.